# Krstarice klase Kresta II
Klasa Kresta II (izvorno, Projekt 1134A Berkut-A) je klasa sovjetskih protupodmorničkih krstarica, razvijenih na temelju višenamjenskih krstarica klase Kresta I.

## Razvoj

### Zahtjevi
Tijekom šezdesetih godina prošlog stoljeća vrh sovjetske ratne mornarice zaključio je da im najveći neprijatelji više nisu američki nosači zrakoplova već podmornice na nuklearni pogon opremljene balističkim projektilima s nuklearnim bojnim glavama. Nakon uspjeha projekta Nautilus američka ratna mornarica je započela s gradnjom podmornica klase George Washington. Prva je postala operativna 1959., a do kraja 1961. u operativnoj je službi bilo pet podmornica te klase. Na osnovama klase George Washington razvijene su i podmornice klase Ethan Allen. Prva podmornica te klase postala je operativna sredinom 1961. i do kraja 1963. pet podmornica te klase nalazilo se u operativnoj uporabi. Tome treba pridodati i podmornice klase Lafayette čija je gradnja započela 1960. godine. Prve tri podmornice ove klase ušle su u operativnu uporabu tijekom 1963., a do kraja 1964. u operativnu uporabu uči će ih čak 16.

Tako je američka ratna mornarica potkraj 1964. u operativnoj uporabi imala već 29 podmornica na nuklearni pogon naoružanih balističkim projektilima s nuklearnim bojnim glavama i velike planove da se taj broj poveća.

Jedina obrana od tog novog ubojitog oružja bila je da ih se otkrije i uništi prije nego što uspiju lansirati projektile. Zbog toga je sovjetska ratna mornarica šezdesetih godina prošlog stoljeća odlučila pokrenuti veliki projekt gradnje moćnih protupodmorničkih brodova. Kako je nekoliko prvih projekata neslavno propalo odlučeno je da se na temelju nekog već postojećeg broda razvije nova klasa prilagođena nošenju najnovijeg protupodmorničkog oružja. Izbor nije bio velik, te je na kraju odlučeno da kao osnova posluži Projekt 1134 Berkut, koji je dobio NATO oznaku Kresta I.

Projekt 1134 Berkut imao je vrlo velike mogućnosti, a velika mu je prednost bila da je predviđao mogućnost nošenja helikoptera. Na tim osnovama u vrlo kratkom vremenu napravljen je Projekt 1134A Berkut-A, velike krstarice optimizirane za protupodmorničku borbu. Razlike u projektu bile su minimalne, i uglavnom su se odnosile na ugradnju novog oružja.

### Gradnja
Zbog velike potrebe za novim brodovima odlučeno je da se izgradi čak deset krstarica koje je NATO označio kao klasa Kresta II. Zahvaljujući činjenici da je projekt već bio gotov kobilica za prvu krstaricu Kronštadt postavljena je u brodogradilištu Ždanov u tadašnjem Lenjingradu (svih deset krstarica klase Kresta II izgrađeno je u tom brodogradilištu) već 12. prosinca 1966. Brod je porinut 10. veljače 1968. i dodijeljen je Sjevernoj floti. U operativnu je uporabu primljen 29. prosinca 1969. Kronštadt je u operativnoj uporabi ostao sve do 24. lipnja 1991., kad je u sveobuhvatnom smanjenju ruske flote otpisan i nedugo nakon toga razrezan.

Gradnja druge krstarice te klase - Admiral Isakov, započela je 15. siječnja 1968., a porinuta je već 22. studenog iste godine. Nakon opremanja u operativnu je uporabu ušla 28. prosinca 1970. i također je dodijeljena Sjevernoj floti. Iz operativne je uporabe povučena 30. lipnja 1993. i u međuvremenu razrezana.

Gradnja krstarice Admiral Nakhimov započela je isti dan kad i gradnja krstarice Admiral Isakov, ali je porinuta tek 14. travnja 1969. U operativnu je uporabu ušla 29. studenog 1971. i dodijeljena je Baltičkoj floti. Iz flotne liste ispisana je 31. siječnja 1991. i u međuvremenu izrezana.
Kobilica za krstaricu Admiral Makarov postavljena je 23. veljače 1969. i porinuta je 22. siječnja 1970. U operativnu je uporabu primljena 25. listopada 1972. u sastavu Sjeverne flote. Iz flotne liste ispisana je 1. srpnja 1992. i razrezana u Indiji.

Gradnja krstarice Maršal Vorošilov započela je 20. ožujka 1970. Porinuta je 8. listopada 1971., a u operativnu je uporabu uvedena 15. rujna 1973. u sastavu Pacifičke flote. Kako je 24. siječnja 1991. preimenovana u Kabarovsk očekivalo se da će duže ostati u operativnoj uporabi. Umjesto toga otpisana je već 3. srpnja 1992. te je razrezana u Indiji.

Kobilica za krstaricu Admiral Oktjabrskij postavljena je 2. lipnja 1970., a porinuta je 21. svibnja 1971. U operativnu je uporabu ušla 28. prosinca 1973. u sastavu Pacifičke flote. Iz njezine flotne liste izbrisana je 30. lipnja 1993.

Gradnja krstarice Admiral Isačenkov započela je 3. listopada 1970., te je porinuta 28. ožujka 1972. U operativnu je uporabu primljena 5. studenog 1974. u sastavu Baltičke flote. Otpisana je 3. srpnja 1992. i u međuvremenu razrezana u Indiji.

Kobilica za krstaricu Admiral Timošenko započela je 2. studenog 1972., a porinuta je 21. listopada 1973. U operativnu je uporabu ušla 25. studenog 1975. u sastavu Sjeverne flote. Iz flotne liste ispisana je 3. srpnja 1992.

Gradnja krstarice Vasilij Čapajev započela je 22. prosinca 1973. Porinuta je 28. studenog 1974., a u operativnu je uporabu ušla tek 30. studenog 1976. Iz flotne je liste izbrisana 30. lipnja 1993.

Gradnja zadnje krstarice iz Projekta 1134A Berkut-A - Admiral Jumašev, započela je 17. travnja 1974. Porinuta je 30. rujna 1976. U sastavu Sjeverne flote postala je operativna 30. prosinca 1977. Iz njezine flotne liste izbrisana je 23. veljače 1993. Da nije bilo raspada Sovjetskog Saveza i drastičnog smanjenja ruske flote dio krstarica klase Kresta II bio bi operativan i danas.
| Brod                | Položena kobilica  | Porinut             | Primljen u službu   | Povučen            |
| ------------------- | ------------------ | ------------------- | ------------------- | ------------------ |
| Kronštadt           | 12. prosinca 1966. | 10. veljače 1968.   | 29. prosinca 1969.  | 24. lipnja 1991.   |
| Admiral Isakov      | 15. siječnja 1968. | 22. studenog 1968.  | 28. prosinca 1970.  | 30. lipnja 1993.   |
| Admiral Nakhimov    | 15. siječnja 1968. | 14. travnja 1969.   | 29. studenog 1971.  | 31. siječnja 1991. |
| Admiral Makarov     | 23. veljače 1969.  | 22. siječnja 1970.  | 25. listopada 1972. | 1. srpnja 1992.    |
| Maršal Vorošilov    | 20. ožujka 1970.   | 8. listopada 1971.  | 15. rujna 1973.     | 3. srpnja 1992.    |
| Admiral Oktjabrskij | 2. lipnja 1970.    | 21. svibnja 1971.   | 28. prosinca 1973.  | 30. lipnja 1993.   |
| Admiral Isačenkov   | 3. listopada 1970. | 28. ožujka 1972     | 5. studenog 1974.   | 3 srpnja 1992.     |
| Admiral Timošenko   | 2. studenog 1972.  | 21. listopada 1973. | 25. studenog 1975.  | 3. srpnja 1992.    |
| Vasilij Čapajev     | 22. prosinca 1973. | 28. studenog 1974.  | 30. studenog 1976.  | 30. lipnja 1993.   |
| Admiral Jumašev     | 17. travnja 1974.  | 30. rujna 1976.     | 30. prosinca 1977.  | 23. veljače 1993.  |

## Opis
Temeljene na Projektu 1134 Berkut krstarice klase Kresta II neznatno su izmijenjene kako bi ih se bolje prilagodilo novoj ulozi i novom naoružanju. U odnosu na originalni projekt u Projektu 1134 A Berkut-A trup je produžen za 4 metara na 158,5 metara. Širina trupa ostala je 16,8 metara, i gaz 6,8 m. Pramčani dio ostao je gotovo istovjetan, osim što je dvostruki lanser PZO raketnog sustava Volna zamijenjen dvostrukim lanserom PZO raketnog sustava Štorm (SA-N-3 Goblet). Lanser istog sustava postavljen je i na krmeni dio broda. Veća izmjena napravljena je na mjestu gdje su stajali dvostruki lanseri protubrodskih projektila P-35 Reduit. Kako su na njihovo mjesto postavljena dva fiksna četverostruka lansera za protupodmorničke projektile Metel (SS-N-14 Silex) paluba je zakošena kako bi se lanseri postavili pod odgovarajući kut.
Bitne su izmjene obavljene na središnjem jarbolu i dimnjaku kako bi se osigurao prostor za smještaj antena novih radarskih sustava. Osim tih izmjena središnji dio broda nije bitno promijenjen. Najveća promjena na krmi odnosila se na podizanje helikopterske platforme u visinu glavne palube. Kako nije mijenjana visina helikopterskog hangara helikopter Ka-25 se pri uvlačenju u hangar mora spustiti za visinu jedne palube.

Produljenje trupa i novo naoružanje povećalo je istisninu na 6200 tona, te je puna istisnina povećana na 7700 tona. Takva minimalna razlika u odnosu na krstarice klase Kresta I nije zahtijevala izmjenu u pogonskom sustavu. Stoga je zadržan parni pogonski sustav s četiri TV-12 bojlera ukupne snage 91 000 KS (66,16 MW), koji je prvi put iskorišten još na razaračima klase Kashin. Zadržana je i vršna brzina od 32 čvora (neki zapadni izvori navode vršnu brzinu od 34 čvora). U brodske spremnike goriva moglo se staviti 1830 tona nafte što je bilo dovoljno za 2400 nautičkih milja (4320 km) pri konstatnoj brzini od 32 čvora. Pri brzini krstarenja od 18 čvorova doplov im je bio 5200 nautičkih milja (9360 km).

## Naoružanje

### Protupodmorničko
Raketni protupodmornički sustav Metel prvi je put uporabljen na krstaricama Kresta II. Kako je već spomenuto projektili su smješteni u dva četverostruka lansera KTR-1134A koji nisu imali pričuvno punjenje. Iako je taj sustav u operativnu uporabu ušao još 1968. o njemu se i danas zna relativno malo. Zna se da su razvijena dva osnovna projektila. Jedan je 83R/UPRK-3 Metel namijenjen protupodmorničkoj borbi, dok je drugi 85RU/URK-5 Rastrub koji se može uporabiti i za protubrodsku borbu.

Projektil 83R/UPRK-3 Metel čine projektil nosač torpeda i vođeno torpedo. Projektil nosač konfiguracijski je vrlo sličan protubrodskom projektilu Termit (SS-N-2 Styx). Dugačak je 7,2 m i promjera tijela 57 cm. Maksimalni mu je domet 55 km. Jedina mu je namjena da u zonu djelovanja prebaci protupodmorničko vođeno torpedo AT-1. To torpedo, dugačko 4,7 m, ima bojnu glavu mase 90 kg. Maksimalna brzina mu je 28 čvorova i domet do 8 km. Može djelovati do dubine od 300 m. Kako se to torpedo ni brzinom ni dubinom djelovanja nije moglo nositi s najsuvremenijim podmornicama na nuklearni pogon razvijen je projektil 84R/UPRK-4 koji se od prijašnjeg razlikuje samo po uporabi suvremenijeg torpeda AT-2. To torpedo ima bojnu glavu mase 100 kg, maksimalnu brzinu od 40 čvorova te može djelovati do dubine od 400 m. Maksimalni domet mu je 8 km, koji se, u kombinaciji s maksimalnim dometom projektila od 55 km, smatra dostatnim.
Projektili 83R i 84R mogu se rabiti samo u protupodmorničkim zadaćama.
Kako bi se brodovima opremljenim tim sustavom dala barem teoretska mogućnost protubrodske borbe razvijen je projektil 85RU/URK-5 Rastrub. Zadržana je dužina tijela od 7,2 m, ali je promjer povećan na 1,35 m. Domet je smanjen na 50 km. U vrh projektila postavljena je probojno-razarajuća bojna glava mase 185 kg namijenjena uništavanju brodova. Novi je projektil dobio torpedo UGMT-1 koje ima bojnu glavu mase 60 kg. Dugačak je 3,9 m i promjera 41 cm. Opremljen je, kao i njegovi prethodnici, aktivno-pasivnim sonarom. Maksimalna brzina mu je 40 čvorova i može djelovati do dubine od 500 m. Domet mu je 8 km.
Kako su krstarice klase Kresta II bile namijenjene protupodmorničkoj borbi dobile su adekvatnu elektroničku opremu koja se sastojala od čak tri sonara, sva tri ugrađena u trupu. Glavni je bio sonar MG-322 ugrađen u pramcu. Taj aktivni sonar, koji je radio na srednjim frekvencijama, imao je maksimalni domet od 45 km, što je bilo jedva dovoljno da se iskoriste sve mogućnosti protupodmorničkih sustava. Drugi sonar bio je MG-35 Štil i njegova je namjena bila pružanje preciznih podataka o položaju cilja. Treći je sonar bio MG-26, a u stručnim se izvorima navodi kao komunikacijski. Za otkrivanje i napade na podmornice na još većim udaljenostima mogao se je uporabiti helikopter Ka-25 s torpedom APSET-95 ili dubinskim bombama.
Za blisku protupodmorničku borbu krstarice klase Kresta II dobile su dva peterostruka torpedna aparata PTA-53-1134 kalibra 533 mm. Iz tih torpednih aparata moglo se ispaljivati tada najsuvremenije sovjetsko protupodmorničko torpedo SET-65 Jenot-2, koja su u operativnu uporabu ušla 1965. godine.
 
Za protupodmorničku borbu i obranu od torpeda na pramcu su postavljena dva dvanaestocijevna lansera raketa RBU 6000 maksimalnog dometa 6000 metara. Za RBU-6000 razvijeni su projektili 90R s pasivnim samonavođenjem na cilj s dosegom otkrivanja 130 m. Kako je masa projektila 90R 112,5 kg razvijen je automatski punjač. Ti projektili mogu djelovati protiv podmornica sve do dubine od 1000 m. Još dva lansera raketa RBU 1000 sa šest cijevi postavljena su na krmu, na svaki bok po jedan. Njihov je maksimalni domet bio 1000 m, a projektili su imali bojnu glavu mase 55 kg.

### PZO raketni sustav
PZO raketni sustav 4K60 Štorm prvi je put viđen na protupodmorničkim krstaricama klase Moskva, da bi se ubrzo pojavio i na krstaricama Kresta II. To je jedini PZO raketni sustav koji je u Sovjetskom Savezu razvijen isključivo za uporabu s ratnih brodova. Za navođenje na ciljeve služio je radarski sustav Grom (Head Lights) koji se sastojao od dvije okrugle antene promjera 4 m smještene jedna pored druge i dvije okrugle antene promjera 1,8 m smještene iznad njih. Još jedna mala okrugla antena smještena je između dvije velike. Cijeli se sustav pokretao po horinzotali i vertikali. Maksimalni domet bio mu je 60 km i mogao je pratiti ciljeve u rasponu visine od 100 do 25 000 metara. Na krstaricama klase Kresta II uz svaki je lanser postavljen po jedan sustav Grom, jedan malo iza zapovjednog mosta, a drugi na mali jarbol iza dimnjaka.
Na krstaricama klase Kresta II zadaća otkrivanja ciljeva na vrlo velikim udaljenostima dodijeljena je radaru MR600 (Top Sail) čija je golema antena postavljena na vrh središnjeg jarbola. Taj je 3D radar mogao otkrivati ciljeve veličine lovca na udaljenostima većim od 550 km.
Kao dopunsko/pričuvni radarski sustav za otkrivanja ciljeva u zraku i na površini mora rabio se radar MR-310U Angara-M (Head Net C), čije su dvije antene smještene na vrh dimnjaka-jarbola. Taj je radar dobiven spajanjem dvije antene radara Angara, od kojih je jedna ostavljena u vodoravnom položaju dok je druga pomaknuta za 300 po vertikali. Radar je mogao otkrivati ciljeve veličine bombardera na velikim visinama na udaljenosti od otprilike 112 km. Radar se mogao rabiti i za otkrivanje ciljeva na površini mora.

### Topničko naoružanje
Krstarice klase Kresta II zadržala su dva topa AK-725 kalibra 57 mm. Brzina paljbe je do 100 granata u minuti. Maksimalni učinkoviti domet je 6950 metara. Kako bi mogso gađati i vrlo brze ciljeve opremili su ga hidrauličkim sustavom pokretanja koji omogućava pokretljivost kupole od 30 stupnjeva u sekundi po visini i 35 stupnjeva u sekundi po smjeru. U slučaju otkaza hidraulike kupola se može pomicati i ručno. Elevacija cijevi kreće se između + 85 do - 10 stupnjeva. Kupola se može okretati do 200 stupnjeva po smjeru. Upravljanje sustavom AK-725 potpuno je automatizirano preko ESP-72 ciljničkog sustava. Podatke o cilju osigurava MP-103 Bars (Muff Cob) radar. Na krstaricama klase Kresta II ugrađena su dva Bars radara čije su antene postavljene na stražnji dio dimnjaka.
Kako se pokazao neučinkovit protiv protubrodskih projektila krstarice klase Kresta II dobile su topnički sustav AK-630 namijenjen bliskoj proturaketnoj obrani brodova. Po dvije kupole smještene su na svaki brod na sredini broda. Svaka je imala jedan topm sa šest rotirajućih cijevi brzine paljbe do 5000 granata u minuti. Učinkovit domet mu je do udaljenosti od 4000 m. Za usmjeravanje njihove paljbe prema ciljevima na krstarice su postavili dva ciljnička sustava A-213 Vimpel-A (NATO oznaka Bass Tilt). Oni su opremljeni radarom, te televizijskim i termovizijskim sustavom otkrivanja i praćenja ciljeva. Sustav može otkriti i pratiti ciljeve u zraku do udaljenosti od 4000 m i ciljeve na površini mora do 5000 m. Optički sustav može otkriti veći ratni brod na udaljenosti od čak 75 km.

## Zaključak
Razvijene na bazi višenamjenskih krstarica Kresta I krstarice klase Kresta II pokazale su se vrlo dobrim brodovima za protupodmorničku borbu. Zbog toga ne čudi da je na njihovoj osnovi razvijena klasa Kara istovjetne namjene.

## Poveznice
|  | Zajednički poslužitelj ima stranicu o temi Kronshtadt class cruiser    |
|  | Zajednički poslužitelj ima još gradiva o temi Kronshtadt class cruiser |